# Suuret suomalaiset
Suuret suomalaiset é um programa de televisão finlandês do gênero jornalístico exibido pelo canal Yle lançado em 2004. O programa é baseado no programa britânico 100 Greatest Britons da emissora BBC que também colabora na produção do programa.

## Escolhidos
1. Carl Gustaf Emil Mannerheim
2. Risto Ryti
3. Urho Kekkonen
4. Adolf Ehrnrooth
5. Tarja Halonen
6. Arvo Ylppö
7. Mikael Agricola
8. Jean Sibelius
9. Aleksis Kivi
10. Elias Lönnrot